# 卡娅·卡拉斯
卡娅·卡拉斯（發音：[ˈkɑjɑ ˈkɑlːɑs]；1977年6月18日—），爱沙尼亚从政人物、爱沙尼亚前总理，自2018年起擔任爱沙尼亚改革党领袖。现任欧盟委员会副主席兼歐盟外交與安全政策高級代表。她是該國自蘇聯恢復獨立後第一位女性總理。
她是爱沙尼亚改革党創辦人、前總理西姆·卡拉斯之女。從政前她的职业为律师，专业为欧洲和爱沙尼亚竞争法。2011至2014年间她当选为爱沙尼亚议会议员，接着在2014至2018年间擔任歐洲議會議員。2022年夏，其首屆內閣倒閣，但爱沙尼亚改革党得以和社會民主黨及祖國黨組成新內閣，由卡娅繼續擔任總理。俄羅斯入侵烏克蘭後，卡娅·卡拉斯支援烏克蘭抵抗俄羅斯的侵略。在2023年的國會選舉中，愛沙尼亞改革黨取得更大議席優勢，卡拉斯本人得票更創歷史新高。卡拉斯隨即選擇與社民黨和愛沙尼亞200洽組新政府。
2024年7月15日，即将就任欧盟外交与安全政策高级代表的卡拉斯向总统阿拉尔·卡里斯提交辞呈，临行前任命同属改革党的时任气候部长克里斯滕·米查尔接替总理一职。
2024年11月，她表示，中華人民共和國必须为支持俄罗斯入侵乌克兰付出“更高的代价”。

## 教育和个人生活
卡拉斯于1977年6月18日在塔林出生。她父亲西姆·卡拉斯为爱沙尼亚第14任总理，后来曾担任欧盟委员会委员。
卡拉斯于1999年从塔尔图大学毕业，取得法学学士学位。2007年起，她在爱沙尼亚商学院学习，并在2010年毕业取得经济学EMBA学位。卡拉斯除了母语爱沙尼亚语外，還會英语、芬兰语、俄语和法语。
卡拉斯已婚，并有三个孩子。
2024年，俄羅斯內政部以“破壞蘇聯時代的紀念碑”爲由刑事起訴卡拉斯、愛沙尼亞國務秘書泰馬爾·彼得科普和立陶宛文化部長西蒙納斯·凱里斯，並將三人列入通緝名單。